# Championnat de Chypre de football 1944-1945
Navigation
Saison précédente Saison suivante
La saison 1944-1945 du Championnat de Chypre de football était la 8e édition officielle du championnat de première division à Chypre. Les six meilleurs clubs du pays se retrouvent au sein d'une poule unique, la Cypriot First Division, où ils s'affrontent deux fois, à domicile et à l'extérieur. C'est la première édition du championnat organisée après la Seconde Guerre mondiale.
C'est l'EPA Larnaca qui remporte le championnat pour la première fois de son histoire. L'EPA s'impose face à l'APOEL Nicosie à la suite d'un barrage pour le titre, puisque les deux clubs ont terminé à égalité de points en tête du championnat. Comme lors du dernier championnat, les deux premiers du championnat se retrouvent en finale de la Coupe de Chypre. Cette fois-ci, c'est l'EPA Larnaca qui réussit le doublé en s'imposant 3 buts à 1.

## Les 6 clubs participants
| - EPA Larnaca - APOEL Nicosie - Çetinkaya Türk SK - AEL Limassol - Olympiakos Nicosie - Pezoporikos Larnaca |

## Compétition

### Classement
Le barème utilisé pour établir le classement est le suivant :
- Victoire : 2 points
- Match nul : 1 point
- Défaite : 0 point

| Rang | Équipe              | Pts | J  | G | N | P | Bp | Bc | Diff |
| ---- | ------------------- | --- | -- | - | - | - | -- | -- | ---- |
| 1    | EPA Larnaca C       | 17  | 10 | 8 | 1 | 1 | 50 | 19 | +31  |
| 2    | APOEL Nicosie       | 17  | 10 | 8 | 1 | 1 | 40 | 13 | +27  |
| 3    | AEL Limassol T      | 13  | 10 | 6 | 1 | 3 | 31 | 22 | +9   |
| 4    | Pezoporikos Larnaca | 6   | 10 | 2 | 2 | 6 | 22 | 34 | -12  |
| 5    | Olympiakos Nicosie  | 6   | 10 | 2 | 2 | 6 | 19 | 37 | -18  |
| 6    | Çetinkaya Türk SK   | 1   | 10 | 0 | 1 | 9 | 12 | 49 | -37  |

|  | Participation au barrage pour le titre                                                 |
|  | T : Tenant du titre C : Vainqueur de la Coupe de Chypre P : Promu de deuxième division |

### Matchs

#### Matchs pour le titre
| Équipe 1      | Résultat | Équipe 2    | Aller | Retour |
| ------------- | -------- | ----------- | ----- | ------ |
| APOEL Nicosie | 1 - 3    | EPA Larnaca | 0 - 0 | 1 - 3  |

## Bilan de la saison
| Championnat de Chypre de football 1944-1945 |                         |
| Champion                                    | EPA Larnaca (1er titre) |
| Coupes et trophées                          |                         |
| Vainqueur de la Coupe de Chypre 1944-1945   | EPA Larnaca             |
| Promotions et relégations                   |                         |
| Promus en Cypriot First Division            | Aucun                   |
| Relégués en Cypriot Second Division         | Aucun                   |